# Vautrel
 (juin 2014).
Le Vautrel est un ruisseau français de Normandie, affluent du Ruisseau de Belle-Eau (rive droite) et sous-affluent de la Terrette, dans le département de la Manche.

## Géographie
Le Vautrel prend sa source sur la commune de Pont-Hébert. Elle se joint aux eaux du Ruisseau de Belle-Eau avant de rejoindre la Terrette, dans les marais du Cotentin et du Bessin sur la commune du Hommet-d'Arthenay, après un parcours de 1,9 km à l'ouest du Pays saint-lois.

## Communes traversées
- Le Hommet-d'Arthenay
- Pont-Hébert